# Zygaena nevadensis
Zygaena nevadensis is een vlinder uit de familie bloeddrupjes (Zygaenidae). De wetenschappelijke naam is voor het eerst geldig gepubliceerd in 1858 door Rambur.
De soort komt voor in Europa.